# Nobody but You (песня Блейка Шелтона)
«Nobody but You» (с англ. — «Никто кроме тебя») — третий сингл американского кантри-певца Блейка Шелтона, записанный при участии Гвен Стефани, с его пятого альбома-сборника Fully Loaded: God’s Country. Продюсером сингла стал Скотт Хендрикс, авторами песни — Росс Куперман, Шейн Маканалли, Джош Осборн и Томми Ли Джеймс. «Nobody but You» стала третьей (после «Go Ahead and Break My Heart» и «You Make It Feel Like Christmas») совместной записью Блейка Шелтона и Гвен Стефани. Сингл вышел в ротацию на радио 21 января 2020 года.
К апрелю 2020 года в США было продано 750,000 копий сингла «Nobody but You».

## История
23 октября 2019 года Блейк Шелтон анонсировал первые детали его нового третьего сборника Fully Loaded: God's Country (2019). Это коллекция семи синглов из альбомов If I’m Honest (2016) и Texoma Shore (2017), а также пять новых песен, включая лид-сингл «God’s Country» и «Hell Right» (совместно с Trace Adkins). «Nobody but You» была впервые анонсирована в этом пресс-релизе, хотя роль Гвен Стефани не была указана. 4 декабря 2019 года Шелтон сообщил, что Стефани будет петь с ним дуэтом эту песню. Тогда же было сообщено об авторах и продюсере трека.
Стивен Томас Эрлвайн из AllMusic описал сингл как рок-балладу (Power ballad) и считает, что песня показала более нежную мелодичную сторону Шелтона, в отличие от первых двух синглов альбома. Джон Фриман из журнала Rolling Stone с этим согласился, также назвав его «силовой балладой» и сравнив припев с синглом группы Aerosmith 1998 года «I Don’t Want to Miss a Thing».

## Отзывы
Келли Бойл, журналист из E! News назвала дуэт «великолепным» и предсказала, что под новый трек «будет сыграно много свадеб». Энни Рейтер из журнала Billboard также похвалила песню, называя её «искренней». Мэтт Бьорке из онлайн-издания о кантри-музыке Roughstock был приятно удивлен дуэтом и написал в своём обзоре песни, что «Блейк и Гвен… их работа потрясающе хороша».

## Коммерческий успех
Вслед за релизом альбома Fully Loaded: God’s Country сингл «Nobody but You» дебютировал на 79-м месте в американском хит-параде Billboard Hot 100. Это второй успех этого дуэта после прошлого 70-го места их сингла «Go Ahead and Break My Heart» в 2016 году. Песня достигла первого места в цифровом чарте Digital Songs, став для Шелтона его вторым там чарттоппером после хита «God’s Country» в 2019 году. Для Стефани это уже третий лидер чарта, после её синглов «Hollaback Girl» в 2005 и «The Sweet Escape» в 2007 году. Он собрал примерно 4,5 млн стримов в первую неделю и ещё было продано 30,000 копий. После выхода музыкального видео песня снова вошла в чарт Billboard Hot 100 на этот раз на 76-м месте. «Nobody but You» также был на 9-м месте в кантри-чарте Hot Country Songs и достиг первого места в цифровом кантри-чарте Billboard́s Country Digital Song Sales. Ещё до официального релиза песня попала на 46-е место в радио-чарт кантри-музыки Country Airplay в январе 2020 года. К концу января 2020 года в США было продано 40.000 копий сингла. К апрелю 2020 года в США было продано 750,000 копий сингла «Nobody but You».
В апреле 2020 года песня достигла позиции номер один в Country Airplay, став там 27-м чарттоппером Шелтона и первым для Стефани. По этому показателю Шелтон опередил Alan Jackson (26) и George Strait (26) и уступает только двум лидерам в истории этого чарта: Кенни Чесни (30) и Tim McGraw (29). Песня вошла в итоговые годовые списки журнала Billboard (Year-End 2020), на 2-м месте в радио-чарте Country Airplay и на 5-месте Hot Country Songs. Песня также вошла в итоговые годовые списки Country Digital Song Sales и Country Streaming Songs Year-End. Песня также появилась в Rolling Stone Top 100, peaking на 32-м месте. К 27 апрелю 2020 года сингл получил золотую сертификацию Recording Industry Association of America за 500,000 трек-эквивалентных единиц. К 5 маю 2020 года тираж возрос до 815,000 эквивалентных единиц и 1,000,000 к 22 июля, получив платиновую сертификацию RIAA. В итоге «Nobody but You» стал 8-й цифровой песней в США в 2020 году по данным Year-End Digital Song Sales Billboard. К январю 2021 тираж «Nobody but You» составил 288,000 копий в США.
В Канаде сингл «Nobody but You» дебютировал на 93-м месте в хит-параде Canadian Hot 100 в дату с 27 декабря 2019 года, став для Шелтона его вторым самым низким дебютом после 2017 года, когда «Every Time I Hear That Song» появился на 100-м месте. 31 января 2020 года сингл снова попал в это чарте но уже на 79-м месте в Canadian Hot 100. Однако, в цифровом компоненте чарта был более успешен и достиг 3-го места. В Австралии сингл не попал в основной хит-парад ARIA Singles Chart, но достиг 36-го места в цифровом чарте. После выхода музыкального клипа песня снова вошла в чарт и достигла 31-го места.

## Позиции в чартах
| Чарт (2019—2020)                       | Высшая позиция |
| -------------------------------------- | -------------- |
| Австралия (Country, The Music Network) | 9              |
| Австралия (Digital Tracks, ARIA)       | 31             |
| Канада (Billboard Canadian Hot 100)    | 38             |
| Канада (Billboard Country)             | 1              |
| США (Billboard Hot 100)                | 18             |
| США (Billboard Country Airplay)        | 1              |
| США (Billboard Hot Country Songs)      | 2              |
| США (Rolling Stone Top 100)            | 32             |

| Чарт (2020)                        | Позиция |
| ---------------------------------- | ------- |
| Канада (Canadian Hot 100)          | 98      |
| США (Billboard Hot 100)            | 52      |
| США (Country Airplay Billboard)    | 2       |
| США (Hot Country Songs, Billboard) | 5       |

## Сертификации и продажи
| Регион                                                                      | Сертификация | Продажи             |
| --------------------------------------------------------------------------- | ------------ | ------------------- |
| Канада (Music Canada)                                                       | Платиновый   | 80 000              |
| США (RIAA)                                                                  | Платиновый   | 1,000,000 / 288,000 |
| Данные о продажах + прослушиваниях приведены только на основе сертификации. |              |                     |